# Hanna – Folge deinem Herzen/Rollenbesetzung
In diesem Artikel werden die Schauspieler der deutschen Telenovela Hanna – Folge deinem Herzen aufgeführt, die Hauptrollen spielen. Zusätzlich sind die Besetzungen wesentlicher Neben- und Gastrollen aufgeführt. Die erste Episode der Serie lief am 2. März 2009, die letzte wurde am 17. September 2010 ausgestrahlt. Insgesamt gibt es 370 Folgen in 2 Staffeln.

## Protagonistenpaare
Sortiert nach der Reihenfolge des Einstiegs.
| Schauspieler               | Rolle                                            | Folgen  | Jahre     |
| -------------------------- | ------------------------------------------------ | ------- | --------- |
| Staffel 1 • Folgen 1–240   |                                                  |         |           |
| Theresa Scholze            | Alisa Castellhoff, adopt. Lenz, geb. Himmelreich | 1–240   | 2009–2010 |
| Jan Hartmann               | Christian Castellhoff                            | 1–240   | 2009–2010 |
| Staffel 2 • Folgen 241–370 |                                                  |         |           |
| Luise Bähr                 | Hanna Castellhoff, geb. Sommer                   | 230–370 | 2010      |
| Simon Böer                 | Maximilian Castellhoff                           | 234–370 | 2010      |

## Aktuelle Hauptdarsteller
| Schauspieler        | Rolle                                | Folgen  | Jahre     |
| ------------------- | ------------------------------------ | ------- | --------- |
| Andreas Hofer       | Oskar Castellhoff                    | 1–370   | 2009–2010 |
| Maike Bollow        | Gudrun Lenz                          | 1–370   | 2009–2010 |
| Axel Buchholz       | Karl Lenz                            | 1–370   | 2009–2010 |
| Constantin Brandt   | Jonas Lenz, adopt., geb. Himmelreich | 1–370   | 2009–2010 |
| Julia Horvath       | Dana Castellhoff, geb. Schmitz       | 1–370   | 2009–2010 |
| Philipp Langenegger | Robert Brinkmann                     | 2–370   | 2009–2010 |
| Katharina Küpper    | Caroline Hundt                       | 2–370   | 2009–2010 |
| Grit Boettcher      | Gitti Sommer                         | 225–370 | 2010      |
| Mickey Hardt        | Stefan Farber                        | 225–370 | 2010      |
| Sophie Lutz         | Alexandra Franck                     | 230–370 | 2010      |
| Sabine Bach         | Edith Castellhoff                    | 238–370 | 2010      |
| Siemen Rühaak       | Dr. Richard Schuhmann                | 241–370 | 2010      |
| Timothy Boldt       | Florian Castellhoff                  | 247–370 | 2010      |
| Frieder Venus       | Johann Wallenberg                    | 252–370 | 2010      |
| Arissa Ferkic       | Lina Clausen                         | 261–370 | 2010      |

## Ehemalige Hauptdarsteller
Sortiert nach der Reihenfolge des Ausstiegs.
| Schauspieler          | Rolle                                      | Folgen  | Jahre     |
| --------------------- | ------------------------------------------ | ------- | --------- |
| Sara Fonseca          | Mona Bertani                               | 1–91    | 2009      |
| Milena Arnold         | Emilia Bertani                             | 1–96    | 2009      |
| Nadine Warmuth        | Ellen Burg, gesch. Castellhoff             | 1–122   | 2009      |
| Thomas Gumpert        | Ludwig Castellhoff †                       | 1–136   | 2009      |
| Sebastian Deyle       | Oliver Woiter                              | 166–227 | 2009–2010 |
| Christian Fischer     | Horst Spilker                              | 1–240   | 2009–2010 |
| Marie-Ernestine Worch | Tamara Castellhoff                         | 1–240   | 2009–2010 |
| Alexander Granzow     | Lars Lenz                                  | 1–240   | 2009–2010 |
| Christine Sommer      | Cornelia „Conny“ Hundt, geb. Alexis        | 1–240   | 2009–2010 |
| Andi Slawinski        | Dr. Paul Hartmann                          | 2–38    | 2009      |
| Ben Bela Böhm         | Dr. Paul Hartmann                          | 41–240  | 2009–2010 |
| Claudia Brosch        | Liliana Castellhoff alias Vera Himmelreich | 1–245   | 2009–2010 |
| Ulrich Drewes         | Bernhard Hundt                             | 7–249   | 2009–2010 |
| Alexandra Seefisch    | Betty Kühn                                 | 123–253 | 2009–2010 |

## Nebendarsteller

### Feste Nebendarsteller
| Schauspieler     | Rolle           | Folgen           | Jahre     |
| ---------------- | --------------- | ---------------- | --------- |
| Stefan König     | Tim Killung     | 1–206            | 2009–2010 |
| Susanne Arnold   | Theresa         | 1–240            | 2009–2010 |
| Martin Baucks    | Pfarrer Behrens | 237–240, 368–370 | 2010      |
| Madeleine Krakor | Susanne         | 241–369          | 2010      |

### Andere Nebendarsteller
| Schauspieler      | Rolle               | Folgen           | Jahre |
| ----------------- | ------------------- | ---------------- | ----- |
| Eckhard Bilz      | Dr. Gustav Hartmann | 24–164           | 2009  |
| Dominique Wolff   | Gabi Schöne         | 58, 106, 126–193 | 2009  |
| Erik Hansen       | Montgomery Teeland  | 60–130           | 2009  |
| Susanna Capurso   | Francesca Bertani   | 66–75            | 2009  |
| Mareile Moeller   | Katja Hartmann      | 217–233          | 2010  |
| Helmut Hagen      | Jaques Leblanc      | 224–245          | 2010  |
| Herbert Trattnigg | Heinrich Sommer †   | 230–251          | 2010  |
| Lorenz Willkomm   | Finn Castellhoff    | 254–336, 370     | 2010  |
| Katrin Ritt       | Romy Wilnat         | 284–331          | 2010  |
| Daniela Kiefer    | Maja Castellhoff    | 297–355          | 2010  |
| Peter Foyse       | Marcel Henry        | 320–341          | 2010  |
| Brigitte Grothum  | Mira Brinkmann      | 342–366          | 2010  |
| Anne Werner       | Sarah Heidl         | 367–370          | 2010  |